# Мозоленогі

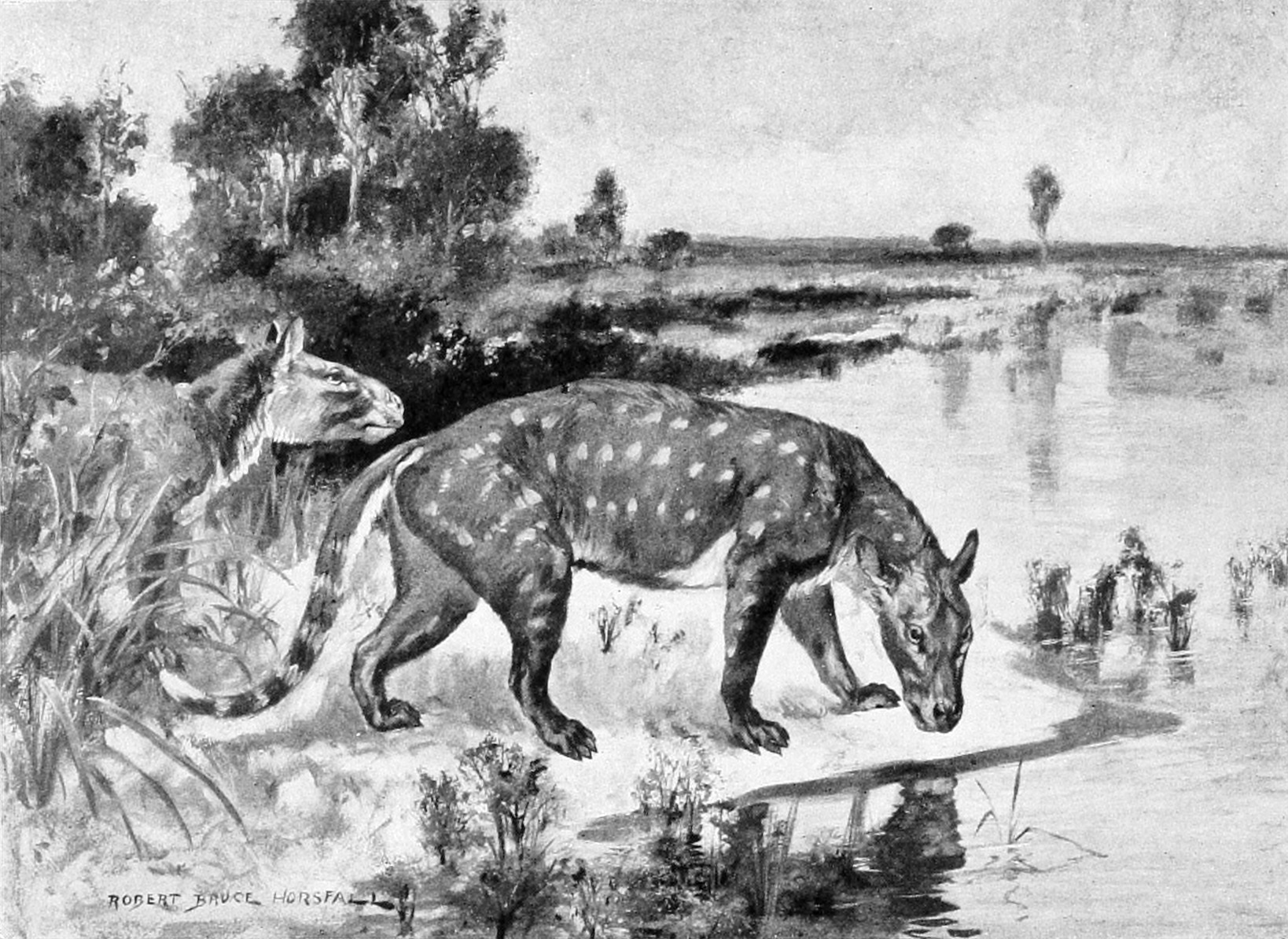
Agriochoerus antiquus

Мозоленогі (Tylopoda) (що означає «мозолиста ступня») — підряд наземних рослиноїдних парнопалих. Вони зустрічаються в дикій природі в їхніх рідних ареалах Південної Америки та Азії, тоді як австралійські здичавілі верблюди інтродуковані. Група має довгу історію скам'янілостей у Північній Америці та Євразії. Мозоленогі з'явилися в еоцені близько 50 мільйонів років тому. Нині лишилася одна збережена родина верблюдових (Camelidae), до якої входять верблюди, лами, гуанако, альпаки та вікуньї. Мозоленогі не є жуйними.

## Таксономія та систематика
Таксон Tylopoda ввів Illiger (1811) і вважав монофілетичним Matthew (1908). Метью (1908) розглядав його як неранжовану кладу, а Carroll (1988), Ursing et al. (2000) та Whistler and Webb (2005) — як підряд. Метью (1908) відніс Tylopoda до Ruminantia; Flower (1883) та Carroll (1988) — до Artiodactyla; Whistler and Webb (2005) — до Neoselenodontia; Ursing et al. (2000) та Agnarsson and May-Collado (2008) — до Cetartiodactyla.
Основна проблема обмеження Tylopoda полягає в тому, що велика кількість скам'янілостей верблюдоподібних ссавців ще не була ретельно вивчена з кладистичної точки зору. Tylopoda є дуже характерною лінією серед парнокопитних, але її точні стосунки дещо невловимі, оскільки всі шість живих видів тісно пов’язані між собою і можуть вважатися «живими скам’янілостями», єдиною збереженою лінією доісторично надзвичайно успішного випромінювання. Більш пізні дослідження показують, що тилоподи не так тісно пов’язані з жуйними, як традиційно вважається, що виражається у формі кладограми:
|                           | Ruminantia                                                 |
|                           |                                                            |
| Cetancodonta/Whippomorpha | \| \| Hippopotamidae \| \| \| \| \| \| Cetacea \| \| \| \| |
|                           | \| \| Hippopotamidae \| \| \| \| \| \| Cetacea \| \| \| \| |
|                           | Hippopotamidae                                             |
|                           |                                                            |
|                           | Cetacea                                                    |
|                           |                                                            |

|  | Hippopotamidae |
|  |                |
|  | Cetacea        |
|  |                |

|                           | Ruminantia                                                 |
|                           |                                                            |
| Cetancodonta/Whippomorpha | \| \| Hippopotamidae \| \| \| \| \| \| Cetacea \| \| \| \| |
|                           | \| \| Hippopotamidae \| \| \| \| \| \| Cetacea \| \| \| \| |
|                           | Hippopotamidae                                             |
|                           |                                                            |
|                           | Cetacea                                                    |
|                           |                                                            |

|  | Hippopotamidae |
|  |                |
|  | Cetacea        |
|  |                |

|                           | Ruminantia                                                 |
|                           |                                                            |
| Cetancodonta/Whippomorpha | \| \| Hippopotamidae \| \| \| \| \| \| Cetacea \| \| \| \| |
|                           | \| \| Hippopotamidae \| \| \| \| \| \| Cetacea \| \| \| \| |
|                           | Hippopotamidae                                             |
|                           |                                                            |
|                           | Cetacea                                                    |
|                           |                                                            |

|  | Hippopotamidae |
|  |                |
|  | Cetacea        |
|  |                |

|                           | Ruminantia                                                 |
|                           |                                                            |
| Cetancodonta/Whippomorpha | \| \| Hippopotamidae \| \| \| \| \| \| Cetacea \| \| \| \| |
|                           | \| \| Hippopotamidae \| \| \| \| \| \| Cetacea \| \| \| \| |
|                           | Hippopotamidae                                             |
|                           |                                                            |
|                           | Cetacea                                                    |
|                           |                                                            |

|  | Hippopotamidae |
|  |                |
|  | Cetacea        |
|  |                |

Tylopoda надзвичайно консервативні у своєму способі життя і (як і жуйні тварини), здається, займають ту саму екологічну нішу з моменту свого походження понад 40 мільйонів років тому. Отже, здається, що попереднє припущення про близькі спорідненості між Tylopoda та жуйними пояснюється просто тим, що всі інші близькі родичі (кити, свині тощо) настільки відрізняються у своїх пристосуваннях, що затьмарюють більшість ознак спорідненості або, принаймні, видимих до фенетичного аналізу. Однак доволі базальне положення, яке Tylopoda, мабуть, займає серед парнопалих і родичів, означає, що найдавніші члени цієї лінії все ще є морфологічно дуже примітивними, і їх важко відрізнити від предків споріднених ліній. Перший великий сучасний і комплексний аналіз проблеми (у 2009 році) підтвердив це; в той час як деякі таксони, які традиційно вважаються Tylopoda, можуть бути підтверджені (і деякі спростовані) як належні до цього підряду, розмежування цієї групи все ще є предметом серйозних суперечок, попри (або через) велику кількість скам'янілостей.
Таксони, які наразі (з деякою певністю) віднесені до Tylopoda:
Базальні й incertae sedis
- -     - †Gobiohyus?

  - †Homacodontidae
- †Anoplotherioidea
  - †Anoplotheriidae
  - †Cainotheriidae
  - †Dacrytheriidae
- Cameloidea
  - †Oromerycidae
  - Camelidae
- †Merycoidodontoidea
  - †"Agriochoeridae" (парафілія)
  - †Merycoidodontidae
- †Xiphodontoidea
  - †Xiphodontidae

## Спірні Tylopoda
Кілька додаткових доісторичних парнопалих таксонів іноді відносять до Tylopoda, але інші автори вважають їх incertae sedis або базальними лініями:
- - †Antiacodontidae
  - †Choeropotamidae (= Haplobunodontidae)
  - †"Diacodexeidae" (парафілія)
  - †Leptochoeridae

Деякі дослідження вважали Protoceratidae тісно пов’язаними з Tylopoda, але інші вважали їх більш близькими до жуйних.